# Acordo de Genebra de 1966

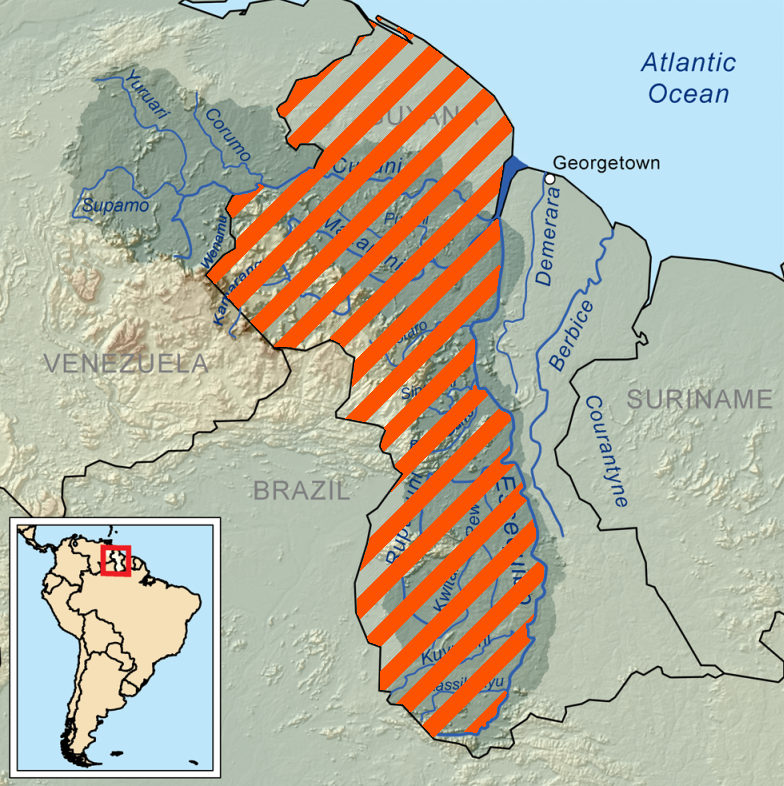
Mapa da Guiana Essequiba; a zona listrada em laranja constitui a área reivindicada pela Venezuela.

O Acordo de Genebra de 1966 é um tratado firmado pelo Reino Unido e Venezuela em 17 de fevereiro de 1966, todavia vigente, pelo qual se reconhece a reivindicação venezuelana sobre a Guiana Essequiba (sob soberania guianesa). A Guiana passa a fazer parte do Acordo uma vez que se tornou independente em 26 de maio de 1966. O Acordo de Genebra está registrado na Secretaria Geral da Organização das Nações Unidas sob o Nº 8 192 do ano de 1966.
Neste acordo não se discute a autoridade do governo da Guiana sobre a área em litígio, no entanto estabelece-se a salva-guarda dos direitos de soberania venezuelana sobre a dita zona.
No Acordo de Genebra de 1966 a Venezuela reconhece como nulo o Laudo Arbitrário de Paris de 1899 que definia os limites entre Venezuela e a antiga Guiana Britânica, tal como o expressa o artigo I do documento, mas este não significa a invalidez do edital de 1899, e a Guiana por sua vez ao firmar o Acordo de Genebra reconhece a reivindicação e a inconformidade venezuelana. 
No Acordo estabelece-se a criação de uma Comissão Mista de Limites a qual em um prazo de 4 anos teria que decidir qual podia ser a solução ao problema limítrofe, uma vez vencido este prazo se subscreve em 1970 o Protocolo de Porto Espanha entre Guiana e Venezuela pelo qual se “congelava”, por um término de 12 anos, parte do Acordo de Genebra. Em 1982, a Venezuela decide não ratificar o Protocolo de Porto Espanha e voltar ao estabelecido em Genebra. Em 1982, o caso é referido ao Secretário Geral das Nações Unidas, tal como o estabelece no Acordo. 

## Referendo e Intenções de Anexação
O Referendo consultivo venezuelano de 2023, segundo a autoridade eleitoral local, obteve aprovação de cerca de 95% dos eleitores sobre cinco questões elaboradas para o pleito, indicando a aprovação popular para as intenções de anexação do território da Guiana Essequiba. O referendo e os resultados foram apoiados pelo governo de Nicolás Maduro. A execução do referendo e as intenções de anexação acarretaram no acirramento das tensões entre Venezuela e Guiana.